# The Lady Has Plans
The Lady Has Plans (Brasil: Num Corpo de Mulher )[carece de fontes?] é um filme estadunidense de 1942, do gênero comédia de espionagem, dirigido por Sidney Lanfield e estrelado por Ray Milland e Paulette Goddard. A ação se passa em Lisboa, na época palco de espiões "e roteiristas".

## Sinopse
O correspondente radiofônico Kenneth Harper e sua assistente Sidney Royce chegam a Lisboa. Os dois passam a ser perseguidos por bandidos e agentes do governo quando Sidney é confundida com a espiã nazista Rita Lenox, que traz diversos planos secretos tatuados nas costas.

## Elenco
| Ator/Atriz       | Personagem     |
| ---------------- | -------------- |
| Ray Milland      | Kenneth Harper |
| Paulette Goddard | Sidney Royce   |
| Roland Young     | Roland Dean    |
| Albert Dekker    | Barão Von Kemp |
| Margaret Hayes   | Rita Lenox     |
| Cecil kellaway   | Peter Miles    |
| Addison Richards | Paul Baker     |